# Prinia flaviventris
La prinia ventriamarilla (Prinia flaviventris) es una especie de ave paseriforme de la familia Cisticolidae. Está ampliamente distribuida en Asia, encontrándose en Brunéi, Camboya, China, India, Indonesia, Laos, Malasia, Birmania, Nepal, Pakistán, Singapur, Taiwán, Tailandia y Vietnam.

## Subespecies
Se reconocen las siguientes subespecies:
- Prinia flaviventris sindiana
- Prinia flaviventris flaviventris
- Prinia flaviventris delacouri
- Prinia flaviventris sonitans
- Prinia flaviventris rafflesi
- Prinia flaviventris halistona
- Prinia flaviventris latrunculus